# Životice (Dívčí Hrad)

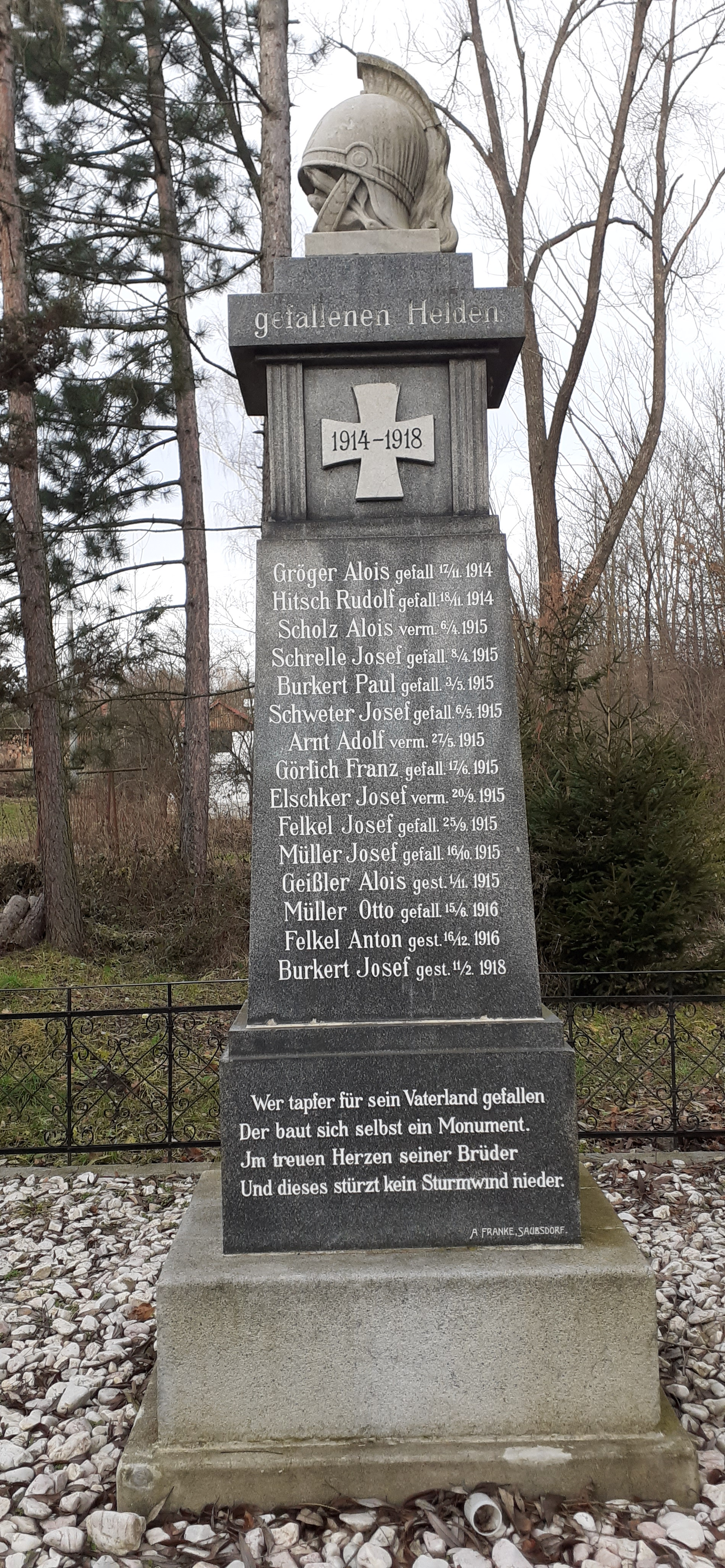
Denkmal für die Gefallenen des Ersten Weltkriegs

Životice (deutsch Seitendorf) ist eine Grundsiedlungseinheit der Gemeinde Dívčí Hrad (Maidelberg) in Tschechien. Sie liegt sieben Kilometer südwestlich von Osoblaha (Hotzenplotz) nahe der polnischen Grenze und gehört zum Okres Bruntál. 

## Geographie
Der als Streusiedlung angelegte Ort erstreckt sich linksseitig der Osoblaha (Ossa) am Rande der Zlatohorská vrchovina (Zuckmanteler Bergland) in der Jindřichovská pahorkatina (Hennersdorfer Hügelland). Nördlich erheben sich der Hraniční kopec / Graniczny Kopiec (352 m. n.m.) und die Wężowa Góra (Haimbrekberg, 362 m n.p.m.), im Nordosten der Bouře (319 m. n.m.), östlich der Dubovec (Eichberg, 336 m. n.m.) sowie im Nordwesten der Lipowiec (Lindenberg, 369 m n.p.m.) und der Bor (352 m. n.m.). Einen halben Kilometer nördlich verläuft die Staatsstraße II/457 zwischen Osoblaha (Hotzenplotz) und Zlaté Hory (Zuckmantel), dahinter erstreckt sich der Wildpark Helena bis an die Staatsgrenze.
Nachbarorte sind Skrzypiec (Kreiwitz), Dytmarów (Dittersdorf) und Horní Krčma (Ober Kratschen) im Norden, Krzyżkowice (Kröschendorf) im Norden, Hlinka (Glemkau) und Osoblaha im Nordosten, Nová Ves (Neudörfel) und Sádek (Zottig) im Osten, Dívčí Hrad im Südosten, Liptaň (Liebenthal) im Süden, Pitárné (Pittarn) im Südwesten, Arnultovice (Arnsdorf) im Westen sowie Vysoká (Waißak), Bartultovice (Bartelsdorf) und Trzebina (Wachtel-Kunzendorf) im Nordwesten.

## Geschichte
Das Dorf wurde zum Ende des 16. Jahrhunderts durch die Besitzer des bischöflichen Lehnguts Bartelsdorf neu angelegt. Erstmals schriftlich erwähnt wurde Seytndorf im Jahre 1581 als neue Ansiedlung von Gärtnern. Ab 1589 wurde der Ort als Seitendorf  bzw. Zeytendorf bezeichnet. Karl Bittowsky von Bittow (Karel Bítovský z Bítova), der das Gut Bartelsdorf 1590 erworben hatte, veräußerte es 1594 an Wenzeslaus Pawlowsky von Pawlowitz, der es mit seiner Herrschaft Hennersdorf vereinigte. Die ersten Kirchenbücher wurden 1608 in Waißak angelegt. Nach dem Ende des Ersten Schlesischen Krieges wurde 1742 nördlich von Seitendorf die neue Grenze zu Preußisch Schlesien gezogen. Seit 1776 war Seitendorf nach Pittarn gepfarrt. Bis 1783 gehörte Seitendorf – wie die anderen mährischen Enklaven – zum Prerauer Kreis, danach zum Troppauer Kreis.
Im Jahre 1835 bestand das Dorf Seitendorf aus 105 Häusern mit 346 deutschsprachigen und katholischen Einwohnern, die vom Ackerbau lebten. Pfarr- und Schulort war Pittarn. Die Nutzfläche umfasste 142 Joch Ackerland, je 18 Joch Wald und Wiesen sowie neun Joch Hutweide. Bis zur Mitte des 19. Jahrhunderts blieb Seitendorf der Herrschaft Hennersdorf untertänig.  
Nach der Aufhebung der Patrimonialherrschaften bildete Seitendorf ab 1849 eine Gemeinde im Gerichtsbezirk Hotzenplotz. Ab 1869 gehörte Seitendorf zum Bezirk Jägerndorf. Zu dieser Zeit hatte das Dorf 229 Einwohner und bestand aus 48 Häusern. Seit 1871 wurde Životice als tschechischer Ortsname verwendet. Im Jahre 1900 lebten in Seitendorf 206 Personen, 1910 waren es 191. Nach dem Ende des Ersten Weltkrieges 1918 wurde Seitendorf Teil der neugegründeten Tschechoslowakei. Beim Zensus von 1921 lebten in den 46 Häusern der Gemeinde 191 Personen, davon 186 Deutsche. Im Jahre 1930 bestand Seitendorf aus 45 Häusern und hatte 163 Einwohner. Nach dem Münchner Abkommen wurde die Gemeinde im Herbst 1938 dem Deutschen Reich zugesprochen und gehörte bis 1945 zum Landkreis Jägerndorf. 1939 lebten in der Gemeinde 153 Personen. Nach dem Ende des Zweiten Weltkrieges wurde Životice 1945 wieder Teil der Tschechoslowakei. Die deutschsprachige Bevölkerung wurde 1946 fast vollständig vertrieben. Mit Beginn des Jahres 1949 wurde Životice nach Dívčí Hrad eingemeindet. Im Jahre 1950 lebten in den 14 Wohnhäusern von Životice nur noch 34 Personen. Im Jahre 1961 wurde Životice in den Okres Bruntál umgegliedert. Ein Großteil der verlassenen Häuser wurde in den 1960er und 1970er Jahren abgebrochen. Im Jahre 1971 wurde der Ortsteil Životice aufgehoben. Am 30. April 1976 wurde Životice zusammen mit Dívčí Hrad nach Osoblaha eingemeindet. Seit dem 24. November 1990 gehört Životice zur wiedererrichteten Gemeinde Dívčí Hrad. 1991 bestand Životice aus drei Wohnhäusern und hatte fünf Einwohner. Beim Zensus von 2011 lebten in den sechs Häusern von Životice fünf Personen.

## Ortsgliederung
Die Grundsiedlungseinheit Životice bildet den Katastralbezirk Životice u Dívčího Hradu.

## Sehenswürdigkeiten
- Denkmal für die Gefallenen des Ersten Weltkriegs, gefertigt von A. Franke aus Saubsdorf